# Куньлуньский тоннель
Куньлуньшань суйдао ( 昆仑山隧道 ) — одноколейный железнодорожный тоннель на Цинхай-Тибетской железной дороге, облегчающий преодоление перевала Куньлуньшанькоу (высота 4767 м) в хребте Бокалыктаг (восточная часть системы Куньлунь). Тоннель располагается на высоте 4600 м, длина 1686 м. 
Считается самым длинным в мире тоннелем, построенным в условиях высокогорной вечной мерзлоты.